# Berézina (Vólogda)
Berézina (en rus: Березина) és un poble a l'óblast de Vólogda, a Rússia, que el 2002 no tenia cap habitant.